# Jardín de las Orquídeas Espontáneas del Mediterráneo

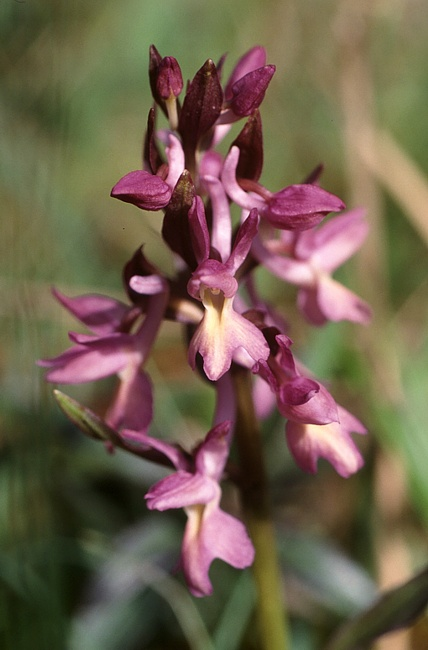
Inflorescencia de Dactylorhiza romana una de las especies presentes en el jardín.

El Jardín de las Orquídeas Espontáneas del Mediterráneo (en italiano: Giardino delle Orchidee Spontanee del Mediterraneo) es un jardín botánico administrado por el World Wide Fund for Nature, especializado en orquídeas silvestres del área del Mediterráneo, en Ladispoli, Italia.

## Localización
Se ubica en la reserva de naturaleza Palo Laziale.
Giardino delle Orchidee Spontanee del Mediterraneo , Ladispoli, Provincia de Roma, Lazio, Italia.41°57′0″N 12°05′0″E / 41.95000, 12.08333

## Historia
La colección que está enfocada en las especies de orquídeas nativas, comenzó en el año 1984 con la donación de 10 especies de la isla de Cerdeña procedentes del Orto Botanico dell'Università di Cagliari.

## Colecciones
Actualmente alberga unos 350 especímenes representando unas 60 especies de los géneros Ophrys y Orchis, incluyendo Orchis palustris, Ophrys apulica, Ophrys lunulata, y Ophrys ciliata, además Asphodeline lutea, Dactylorhiza romana, Inula candida, Iris pseudopumila, y Spiranthes aestivalis.